# Eugène Dumoulin (photographe)
Pour les articles homonymes, voir Dumoulin.
Ne doit pas être confondu avec Eugène Dumoulin.
Marie Louis Eugène Dumoulin (Paris, 16 juin 1844 - Paris, 12 avril 1931) est un photographe français.

## Biographie
Eugène Dumoulin est membre de la Société française de photographie et a publié dans la revue La Nature.

## Publications
- Manuel élémentaire de photographie au collodion humide, à l'usage des commençants, Paris, Gauthier-Villars, coll. « Actualités scientifiques », 1874, 62 p. (lire en ligne).
- Les Couleurs reproduites en photographie, historique, théorie et pratique, Paris, Gauthier-Villars, coll. « Actualités scientifiques », 1876, 65 p. (lire en ligne).
- La Photographie sans laboratoire, procédé au gélatinobromure, Paris, Gauthier-Villars, coll. « Bibliothèque photographique », 1886, III-58 p. (lire en ligne).
- La Photographie sans maître, Paris, Gauthier-Villars et fils, coll. « Bibliothèque photographique », 1890, VI-88 p. (lire en ligne).

## Collections
- Bibliothèque nationale de France